# Bodegón con cardo y francolín (Sánchez Cotán)
El Bodegón con cardo y francolín es una obra de Juan Sánchez Cotán, conservada en una colección privada.    

## Introducción
Sánchez Cotán realizó pinturas religiosas, paisajes y retratos, pero es especialmente famoso por sus siete bodegones conocidos.Algunos de ellos han sido interpretados en clave religiosa, aunque en los textos de aquella época nada se dice al respecto.
La pintura de bodegón tiene sus antecedentes en la pintura mural, ya en el antiguo Egipto y en la antigua Roma. A partir de Giotto, aparecen bodegones en partes de composiciones de diverso tipo, pero solo devino un género aparte —en la pintura de caballete— a finales del siglo XVI.  Antes de ingresar —en 1603— en la Cartuja de Granada, Sánchez Cotán hizo un inventario de sus bienes en el que se cita un bodegón que muy probablemente sea la presente obra. Por lo tanto, sus bodegones deben ser los primeros en España y de los primeros de Europa, ya que el Cesto con frutas de Caravaggio es de ca. 1596.

## Análisis de la obra

### Datos técnicos y registrales
- Pintura al óleo sobre lienzo;
- Dimensiones: 73,3 x 62,2 cm. según Christie's (71,2 x 60 cm, según Matthiesen Gallery;[5]
- Datación: hacia 1602;
- Firma borrosa, pintada en perspectiva a la derecha del alféizar; Es uno de los tres bodegones conocidos, firmados por el pintor;
- Muy probablemente es el que consta con el n.º 88 en el catálogo de Emilio Orozco.[6]

### Descripción de la obra
Sánchez Cotán sigue el mismo esquema compositivo de sus otros bodegones, colocando los elementos dentro de una ventana —o fresquera— ante un fondo oscuro, fuertemente iluminados desde el ángulo superior izquierdo. En este caso representa un francolín —colgando de la esquina superior izquierda— y un gran cardo, apoyado en la jamba de la derecha. La luz incide especialmente sobre el cardo, resaltando sus partes y su textura, y proyectando su sombra sobre la repisa y la jamba. El oscuro espacio vacío —entre los dos objetos— recuerda al del Bodegón del cardo y al del Bodegón con membrillo, repollo, melón y pepino.
Este bodegón es el único que se conserva del artista de formato vertical en lugar de horizontal, pero no siempre ha sido así. Durante el trabajo de conservación llevado a cabo en 1987, se vio que el lienzo había sido cortado a ambos lados, ya que ambas paredes exteriores del nicho deberían ser visibles. Partes del lienzo cortado se habían unido a las zonas superior e inferior, extendiendo la altura de la obra. También se había eliminado una sección del centro de la obra. Una reconstrucción de sus dimensiones daría lugar a un formato parecido al de los otros bodegones del pintor. Dada la parte central faltante, se ha especulado sobre si había otro objeto allí representado. Es interesante notar el Bodegón con cardo, francolín, uvas y lirios, obra de Felipe Ramírez, quien copió fielmente el cardo y el francolín, y añadió dos racimos de uvas colgantes y un jarrón de flores. Sin embargo, es mucho más probable que la pintura originalmente no representara nada más que los dos objetos visibles, aunque algo más separados.

### Procedencia
- Propiedad del pintor, según el inventario realizado el 13 de agosto de 1603 (en la categoría de bodegones, no. III, 'Otro de un cardo y un francolín');
- Colección privada en Londres;
- Patrick Matthiesen (Matthiesen Gallery) Londres, 1987;
- Comprado al anterior por la Colección Barbara Piasecka Johnson, en 1988;
- Subastado el 8 de diciembre de 2004 por Christie's por 4,037,250 de £.[8]